# Grasland-Feuerindex
Der Grasland-Feuerindex (GLFI) ist für Deutschland ein experimentelles Flächenbrand-Frühwarnsystem des Deutschen Wetterdienstes. Es soll ähnlich wie die Waldbrandwarnstufen Aufschluss über die Gefährdung eines bestimmten Areales geben und den örtlichen Feuerwehren eine angemessene Vorbereitungszeit gewähren.
Da Grasland wesentlich schneller in Brand gerät als Waldgebiete, ist die Flächenbrandwarnungsstufe (I bis V) in der Regel höher als die Waldbrandwarnung. Wichtig ist der GLFI in erster Linie für die Landwirtschaft. 